# 木村和範
木村 和範（きむら かずのり、1948年1月12日 - ）は、日本の経済学者・統計学者。経済学博士（九州大学）。北海学園大学名誉教授。

## 来歴[2]
北海道茅部郡森町出身。1966年（昭和41年）、函館ラ・サール高等学校卒業。1970年（昭和45年）、北海道大学経済学部卒業。1975年（昭和50年）、北海道大学大学院経済学研究科経済政策専攻単位取得満期退学（指導教授：内海庫一郎）。
1975年、北海学園大学経済学部専任講師、1976年（昭和51年）、同経済学部助教授、1986年（昭和61年）、同経済学部教授・同大学院経済研究科教授。1989年（平成元年）、西ドイツ・ミュンヘン大学国民経済学部客員教授（1990年まで）。1999年（平成11年）、北海学園大学経済学部長（2002年まで）。2003年（平成15年）、同大学院経済学研究科長（2006年まで）。2003年1月、九州大学経済学博士（学位論文の題は「標本調査法の生成と展開」）。2011年（平成23年）4月、北海学園大学学長・学校法人北海学園理事。2017年（平成29年）3月、同学長及び理事を退任。2018年（平成30年）3月、北海学園大学定年退職。2018年4月、同名誉教授。同大学院経済研究科非常勤講師（2019年まで）。北海学園大学開発研究所特別研究員。
この他、2008年から2010年まで経済統計学会会長など務めた。

## 研究
統計学を領域とし、特に統計学の理論史や経済統計学を研究。

## 受賞・栄典
- 経済統計学会賞（2009年）
- 瑞宝中綬章（2023年）[4][5]

## 主要著書
- ランスロット・ホグベン著、木村訳『統計の理論 : 行動主義者のみた統計の理論の現代的危機』（梓出版社、1986年）
- 『統計的推論とその応用』（梓出版社、1992年）
- 杉森滉一と共編『統計学の思想と方法』（北海道大学図書刊行会、2000年）
- 『標本調査法の生成と展開』（北海道大学図書刊行会、2001年）
- 『数量的経済分析の基礎理論』（日本経済評論社、2003年）
- 近昭夫・岩井浩・福島利夫と共編『現代の社会と統計 : 統計にもつよい市民をめざして』（産業統計研究社、2006年）
- 金子治平・上藤一郎・杉森滉一と共編『社会の変化と統計情報』（北海道大学出版会、2009年）
- 『ジニの統計理論』（共同文化社、2010年）
- 『格差は「見かけ上」か : 所得分布の統計解析』（日本経済評論社、2013年）